# هامان علیمردانی
هامان علیمردانی (انگلیسی: Haman Alimardani؛ زادهٔ ۱ ژانویهٔ ۱۹۷۷) طراح مد اهل آلمان است.